# Подольская улица (Серпухов)
Подольская улица (Серпухов) — улица, расположенная в центральной части подмосковного города Серпухов, недалеко от одноимённой железнодорожной станции.

## Описание
Подольская улица берет свое начало переходя из Рабфаковского проезда недалеко от проезда Мишина и далее уходит в северо-восточном направлении, потом улица идет в восточном направлении и в районе железнодорожного вокзала города Серпухов резко поворачивает в северном направлении, заканчиваясь на пересечении с Северным проездом.
Нумерация домов начинается со стороны Рабфаковского проезда.
Подольскую улицу пересекают Узловая улица, улица Горького, Питомниковская улица, Сельская улица, 2-й Северный переулок, 1-й Северный переулок.
По ходу движения с начала улицы справа примыкают улица Джона Рида и Восточный переулок.
Слева по ходу движения с начала улицы примыкают Новокольцовская улица, 1-й Малый проезд, 2-й Малый проезд и Сельский переулок.
Почтовый индекс Подольской улицы в городе Серпухов — 142200, 142203 и 142214.
На всем своем протяжении Подольская улица города Серпухов является улицей с двусторонним движением.

## Примечательные здания и сооружения
- Всехсвятское кладбище города Серпухова — в районе Рабфаковского проезда. В настоящее время Всехсвятское кладбище находится в полузаброшенном состоянии и нуждается в комплексном благоустройстве[2].
- Церковь Всех святых (Православный храм) — Рабфаковский проезд, владение 2. Храм является одной из самых древних святынь и достопримечательностей сохранившихся в городе Серпухове. Начало строительства деревянной церкви рядом с городским кладбищем относят к 1870 году. Впоследствии на месте прежнего строения был воздвигнут каменный храм, средства на строительство которого выделил почетный гражданин города Серпухова Николай Максимович Коншин. В Советский период храм был закрыт, на его месте было организовано общежитие для проживания рабочих. Также в советский период храм потерял свою главную колокольню, на месте которой была размещена радиоантенна. В конце 1990-х годов за счет стараний местных прихожан начались реставрационные работы. Работы шли довольно медленно и только к лету 2010-х храм стал иметь законченный вид (была поднята колокольня и появились дополнительные колокола). В настоящее время также выполнены работы по архитектурной подсветке храмового комплекса, который очень эффектно смотрится в вечернее и ночное время[3].
- Государственное бюджетное профессиональное образовательное учреждение Московской области «Серпуховский колледж» — Рабфаковский проезд, владение 1/43. Учредителем колледжа является министерство образования Московской области[4]. Образовательное учреждение готовит специалистов в области строительства, экономики, туризма, банковского дела, гостиничного дела, технологов. В колледже проходят предметные Олимпиады различного уровня, Олимпиады профессионального мастерства, Дни открытых дверей.
- Муниципальное бюджетное учреждение «Спортивная школа „Звезда“ город Серпухов» — проезд Мишина, владение 12 В. Спортивная школа была образована в 2002 году. Инициатором образования школы выступила Администрация города Серпухова и профильный Спорткомитет в рамках реализации программы по созданию детско-юношеских спортивных школ по видам спорта. Изначально детско-юношеская спортивная школа носила название «Ласточка», а в 2009 году была переименована в спортивную школу «Звезда». Спортивная школа ведет подготовку спортсменов на таким видам спорта как баскетбол, футбол, минифутбол, настольный теннис, лыжные гонки, плавание и подводный спорт.
- Стадион «Звезда» с открытым футбольным полем — проезд Мишина, владение 12 В.
- Муниципальное бюджетное учреждение Спортивный комплекс стадион «Труд» — проезд Мишина, владение 12 В. В начале 200-х годов была проведена реконструкция спортивного комплекса и в 2005 году стадион «Труд» был введен в эксплуатацию. В состав комплекса входят поле с искусственным покрытие 5-го поколения, тренировочное футбольное поколение с искусственным покрытием 4-го поколения, беговые дорожки, спортивная площадка с тренажерами, сектор для прыжков в длину, сектор для метания ядра, волейбольная площадка, площадка для стритбола. Также на территории спортивного комплекса имеется зона для отдыха с маленькими детьми. В зимний период организовывается ледовый каток с необходимой инфраструктурой. Стадион принимает у себя соревнования по различным видам спорта городского и областного уровней, а в 2013 году «Труд» был внесен во Всероссийский Реестр спорта. В том же 2013 году спортивный комплекс занял 3 место в конкурсе на лучшее спортивное сооружение Московской области. Ранее в 2007 и 2008 годах стадион «Труд» занимал 1 место в конкурсе Губернатора Московской области и получил соответствующий сертификат качества[5].
- Государственное автономное профессиональное образовательное учреждение Московской области Губернский колледж, корпус № 5 — улица Горького, владение № 32. Колледж осуществляет обучение по широкому спектру профессий и специальностей — дизайн, реклама, поварской дело, парикмахерское искусство, сварщик, мастер по ремонту и так далее. В колледже проводятся дни открытых дверей для абитуриентов[6], а также широко отмечается День студента[7].Губернский профессиональный колледж города Серпухова по итогам Всероссийского закрытого публичного конкурса «100 лучших учреждений/организаций Российской Федерации» вошел в топ-100 в категории «100 лучших ССУЗов Российской Федерации» — 2019"[8].
- Музей пожарного дела Серпуховского района — улица Авангардная, владение 39. Торжественной открытие музея пожарного дела состоялось 3 декабря 2015 года на базе Серпуховского районного отделения Всероссийского добровольного пожарного общества. В церемонии открытия принимал участие Благочинный церквей Серпуховского района отец Игорь, который провел обряд освещения здания музея. Также был проведён молебен по пожарным, погибшим при исполнении служебного долга. В церемонии открытия также принимали участие Глава города Серпухова Дмитрий Вячеславович Жариков, другие члены администрации города, ветераны пожарной охраны и действующие сотрудники Министерства по чрезвычайным ситуациям. Экспозиция музея содержит исторические документы, старинное пожарное оборудование, фотографии, наградные знаки и предметы быта пожарных. Также представлена боевая одежда пожарных разных времен[9][10]. Это один из двух подобных музеев в России (еще один открыт в городе Ногинске на базе Ногинского районного отделения Всероссийского добровольного пожарного общества)[11]. В музее с удовольствием принимают школьников — у них есть возможность познакомиться с экспозиций музея и поучаствовать в практических мероприятиях[12].
- Федеральное государственное бюджетное учреждение здравоохранения «Медико-санитарная часть № 8 Федерального медико-биологического агентства» — улица Весенняя, владение 10.
- Железнодорожная станция Курского направления Московской железной дороги и вокзал города Серпухов — Привокзальная площадь, владение 1.
- Здание вокзала железнодорожной станции города Серпухова — Привокзальная площадь, дом 1. Здание вокзала является объектом культурного наследия, выполнено в стиле эклектика и было введено в эксплуатацию в 1868 году. Интересной особенностью является факт, что на момент завершения строительства здание вокзала было самой высокой постройкой города и всего уезда. Процесс проектирования, а впоследствии и строительства здания вокзала курировал известный российский инженер-архитектор — Федор Карлович Кнорре[13]. В 2010-х годах были проведены ремонтные работы и проведена реконструкция объекта.
- Скульптурная композиция из фонтана с ночным архитектурным освещением и парного конного памятника Дмитрию Донскому и его двоюродному брату Владимиру Храброму — основателю города Серпухов — Привокзальная площадь города Серпухова[14]. Автором памятника является известный скульптор, член Союза Художников России — Илья Дюков[15][16]. Композиция выполнена в 10-метровую высоту, и изображает двух конных всадников, которые находясь на возвышении пытаются перескочить водную преграду. Общий вес скульптурной композиции составляет более 20 тонн. Начало работ по благоустройству Привокзальной площади и установке памятника русским князьям началось в 2019 году[17]. Работы проводились в рамках реализации государственной программы Московской области «Формирование современной комфортной городской среды»[18]. Открытие благоустроенной привокзальной площади, фонтана и памятника Дмитрию Донскому и Владимиру Храброму состоялось 12 июня 2020 года, на площади появилась пешеходная зона, изменилась схема движения.

## Транспорт
По улице осуществляется движение общественного транспорта. Здесь проходит маршрут городского автобуса № 103.